# Parque Floral y Arbolado de la Chènevière
El Parque Floral y Arbolado de la Chènevière ( en francés: Parc floral et arboré de la Chènevière ) es un parque floral y arboreto de propiedad privada, en Abrest, Francia.

## Localización
Parc floral et arboré de la Chènevière La Chènevière, 106, route de Quinssat, Abrest, Département de Allier, Auvergne, France-Francia.
Planos y vistas satelitales.46°5′58″N 3°26′43″E / 46.09944, 3.44528
Se encuentra abierto algunos días de la semana en los meses cálidos del año, se cobra una tarifa de entrada.

## Historia
El edificio de la propiedad tiene sus orígenes en una antigua casa de vigilancia, fundada en el siglo XII.
La parte meridional de los edificios se encuentra situada sobre un otero rocoso. Tras la revolución francesa, la casa se convirtió en una casa de finca de cultivo de cáñamo.
El parque fue acondicionado a finales de la década de 1970 por M. et Mme Guyard con la intención de crear un lugar especial.
Adosado en las laderas de una montaña sus terrenos están aterrazados para suavizar la pendiente. Parque boscoso con varios jardines temáticos y dotado con diversos planos de agua.

## Colecciones
Actualmente el jardín alberga unas 1,500 variedades de plantas que se presentan en terrazas que dominan el valle del río Allier con:
- Arboreto con Cryptomeria japonica 'cristata', aceres enanos, árboles raros de especies relícticas.
- Colección de iris procedentes del mundo entero.
- Capilla ortodoxa